# Зегнак Шервашидзе
Зегнак (Сорехе) Шервашидзе (груз. ზეგნაყ შარვაშიძე; д/н — 1700) — 4-й мтаварі (князь) Абхазії в 1665—1700 роках.

## Життєпис
Походив з роду Шервашидзе (Чачба). Про молоді роки обмаль відомостей. Посів трон 1665 року. Продовжив політику попередника Сустара, посиливши напади на Мегрельське і Гурійське князівства.
1671 року двічі атакував володіння гурійського князя Георгія IV. Протягом 1670 року, скориставшись боротьбою мегрельского князя Левана III Дадіані з сусідами, в Мегрелії сплюндрував долину річки Мокві, низини річки Інгурі, околиці Зугдіді, землі до річки Цхенісцкалі.
В середині 1680-х років домігся від мегрельського князя Георгія Ліпартіані (фактично правителя Мегрелі), який занурився в боротьбу всередині князівства, поступитися на користь Абхазії землями від річки Галідзга до Інгурі. Але захопити землі по інший бік Інгурі Зегнаку Шервашидзе не вдалося. Після його смерті 1700 року Абхазьке князівство було поділено між його синами Ростомом (від Бзибі до Кодору), Джихетшіа (від Кодору до Галідзги), Квапу (від Галідзги до Інгурі).